# Задолжя (озеро)
Задолжя (рос. Задолжье (Задолжское)) — озеро в Новоржевському районі Псковської області (Росія).

## Характеристика
Розташоване на болоті.
Найближчий населений пункт — присілок з однойменною назвою. Дно озера мулисте. Інколи виникає замор риби.
Площа становить 0.157 км². Максимальна глибина — 4 метри, середня — 2,8.
Належить до басейну річок Сороть та Велика.
У реєстрі Псковських озер значиться під номером 1212.

## Флора і фауна
У озері живуть щука, плітка, окунь, карась, йорж, лин, краснопірка, плоскирка, пічкур, в'юн. Одинично трапляються лящ та верховодка.